# Griselda (televíziós sorozat)
A Griselda 2024-es amerikai életrajzi bűnügyi drámasorozat, amelyet Doug Miro, Eric Newman, Carlo Bernard és Ingrid Escajeda alkotott. A főbb szerepekben Sofía Vergara, Alberto Guerra, Martin Rodriguez, Juliana Aidén Martinez, Vanessa Ferlito és Christian Tappan látható.
Amerikában és Magyarországon 2024. január 25-én a Netflix mutatta be.

## Ismertető
A történet Griselda Blancot, egy hírhedt bűnözői főnököt követi nyomon, valamint felemelkedését a miami drogvilágban, miközben hatalomra és gazdagságra törekszik. A kábítószerhasználat, a paranoia és az árulás végül a bukásához vezetnek, tettei pedig több ember, köztük egy gyermek halálát is okozzák. Hogy elkerülje a kartell bosszúját, Griselda feladja magát a rendőrségen, de váratlan következményekkel kell szembenéznie. Bár börtönbüntetését letölti, tragédia történik: gyermekeinek többségét meggyilkolják. A sorozat végén Griselda egy békés tengerparti jelenetet képzel el gyermekeivel. A mű figyelmeztető példaként szolgál a hatalom romboló hajszolásáról. Griselda Blancót 2012-ben Medellínben meggyilkolták.

## Szereplők

### Főszereplők
| Szereplő         | Színész                | Magyar hang   | Leírás |
| ---------------- | ---------------------- | ------------- | --- |
| Griselda Blanco  | Sofía Vergara          | Kéri Kitty    | Kiemelkedő kolumbiai drogbáró a kokainalapú drogkereskedelem és a miami alvilág világában az 1980-as években, akit a "kokain keresztanyjaként" is ismertek. |
| Darío Sepúlveda  | Alberto Guerra         | Ódor Kristóf  | Griselda harmadik férje. |
| Jorge Ayala      | Martin Rodriguez       | Kékesi Gábor  | Griselda legfőbb bérgyilkosa. |
| June Hawkins     | Juliana Aidén Martinez | Pálmai Anna   | Spanyolul beszélő titkosügynök. |
| Carmen Gutiérrez | Vanessa Ferlito        | Haumann Petra | Griselda barátja, aki szállást biztosít neki Miamiban. |
| Arturo Mesa      | Christian Tappan       | Rába Roland   | Griselda barátja. |

### Mellékszereplők
| Szereplő       | Színész               | Magyar hang           | Leírás |
| -------------- | --------------------- | --------------------- | --- |
| Amilcar        | José Zúñiga           | Bede-Fazekas Szabolcs | Hírhedt miami drogbáró.                                                                                                |
| Uber           | José Velázquez        | Regenye András        | Griselda második fia.                                                                                                  |
| Dixon          | Orlando Pineda        | Tóth Márk             | Griselda legidősebb fia.                                                                                               |
| Ozzy           | Martín Fajardo        | Bogdán Gergő          | Griselda harmadik fia.                                                                                                 |
| Chucho Castro  | Fredy Yate            |                       | Egy miami étteremben dolgozó alkalmazott, akit Griselda testőrének fogadott.                                           |
| Rafa Salazar   | Camilo Jiménez Varón  | Kaszás Gergő          | Kolumbiai drogkereskedő.                                                                                               |
| German Panesso | Diego Trujillo        | Végh Péter            | Drogkereskedő és Griselda Blanco drogkartell-főnök egyik társa.                                                        |
| Papo Mejía     | Maximiliano Hernández | Maday Gábor           | Griselda rivális kolumbiai drogbárója.                                                                                 |
| Carla          | Carolina Giraldo      |                       | Medellíni szexmunkás, valamint Griselda barátja és bizalmasa, aki segít neki az árut az Egyesült Államokba csempészni. |
| Isabel         | Paulina Dávila        |                       | Griselda közeli barátja Medellínből.                                                                                   |
| Horatio        | Alejandro Barrios     | Barát Attila          | Papo testőre. |
| Marta Ochoa    | Julieth Restrepo      | Sallai Nóra           | Az Ochoa testvérek unokatestvére (akik mindketten a Medellín kartell magas rangú tagjai).                              |

### Magyar változat
- Magyar szöveg: Jeszenszky Márton
- Felvevő hangmérnök: Bogdán Gergő
- Hangmérnök: Przemysław Gorlas
- Vágó: Kránitz Bence
- Gyártásvezető: Újréti Zsudza
- Szinkronrendező: Aprics László
- Produkciós vezető: Felföldi Anna

A szinkront az Iyuno Hungary készítette el.

## Epizódok
| Sor. | Év. | Cím                                    | Rendező     | Író                                                                 | Premier          |
| ---- | --- | -------------------------------------- | ----------- | ------------------------------------------------------------------- | ---------------- |
| 1.   | 1.  | Nő a városban (Lady Comes to Town)     | Andrés Baiz | Doug Miro, Eric Newman, Carlo Bernard, Ingrid Escajeda és Doug Miro | 2024. január 25. |
| 2.   | 2.  | Gazdag fehér népek (Rich White People) | Andrés Baiz | Brenna Kouf, Cassie Pappas és Doug Miro                             | 2024. január 25. |
| 3.   | 3.  | Lázadás (Mutiny)                       | Andrés Baiz | Doug Miro, Turi Meyer és Alfredo Septién                            | 2024. január 25. |
| 4.   | 4.  | Középvezetés (Middle Management)       | Andrés Baiz | Doug Miro és Gina Lucita Monreal                                    | 2024. január 25. |
| 5.   | 5.  | Elveszett paradicsom (Paradise Lost)   | Andrés Baiz | Doug Miro, Ingrid Escajeda és Giovanna Sarquis                      | 2024. január 25. |
| 6.   | 6.  | Adios, Miami (Adios, Miami)            | Andrés Baiz | Doug Miro és Ingrid Escajeda                                        | 2024. január 25. |

## A sorozat készítése
2021. november 3-án jelentették be, hogy a Netflix egy új bűnügyi drámasorozatot fejleszt, amely a kolumbiai drogkereskedő, Griselda Blanco valódi életén alapul. A minisorozat producerei Eric Newman, Sofía Vergara és Luis Balaguer a Latin World Entertainment nevében. A kolumbiai származású Andrés Baiz rendezte az összes epizódot. Baiz, Doug Miro és Carlo Bernard – akik a Narcos kreatív csapatának is tagjai – vezető producerként vettek részt a projektben, míg Ingrid Escajeda és Doug Miro showrunnerként működnek közre. 2022. január 19-én a Netflix közzétett egy első betekintést nyújtó képet, amelyen Sofía Vergara Griselda Blanco szerepében látható, ezzel megvillantva a közelgő limitált sorozat hangulatát. A bejelentésben 12 új szereplőt is megerősítettek, köztük Vanessa Ferlito-t és Juliana Aidén Martinez-t. A szereplőgárdához tartozik továbbá Alberto Guerra, Alberto Ammann, Christian Tappan, Diego Trujillo, Paulina Dávila, Gabriel Sloyer, Martin Rodriguez, José Zúñiga, Maximiliano Hernández, Julieth Restrepo és Carolina Giraldo – ismertebb nevén Karol G, a híres medellíni énekesnő – aki ezzel első jelentős színészi szerepét vállalta el.

### Forgatás
A minisorozat forgatása 2022. január 17-én kezdődött Los Angelesben.